# Moricandia sinaica
Moricandia sinaica är en korsblommig växtart som först beskrevs av Pierre Edmond Boissier, och fick sitt nu gällande namn av Pierre Edmond Boissier. Moricandia sinaica ingår i släktet blåsenaper, och familjen korsblommiga växter. Inga underarter finns listade i Catalogue of Life.